# Ateca (kommun)
Ateca är en kommun i Spanien.   Den ligger i provinsen Provincia de Zaragoza och regionen Aragonien, i den nordöstra delen av landet, 190 km nordost om huvudstaden Madrid. Antalet invånare är 2 099.